# Refuge de Ciottulu a i Mori
Le refuge de Ciottulu a i Mori est un refuge situé en Corse dans le massif du Monte Cinto sur le territoire de la commune d'Albertacce, près de la source du Golo.

## Caractéristiques
Ce refuge est bâti à 1 990 m d'altitude, ce qui en fait le plus élevé de Corse. Il est implanté en contrebas du col des Maures (2 155 m) entre les monts Capu Tafunatu et Paglia Orba, et surplombe la haute vallée du fleuve Golo. Il est accessible toute l'année mais gardé seulement de mai ou juin à septembre ou octobre. Les dates d'ouverture et de fermeture n'étant pas définies à l'avance, il faut se renseigner sur le site du parc naturel régional de Corse pour obtenir les informations exactes.
Outre sa fonction d'hébergement sur le GR20, sa situation panoramique en fait un objectif de randonnée à la journée, à pied ou à skis selon la saison. Il tient aussi lieu de camp de base aux pratiquants de l'alpinisme et de l'escalade sur les sommets voisins.

## Historique
La construction de ce refuge en 1980 visait à scinder une étape du G.R.20 jugée trop longue entre la vallée d'Asco et le col de Vergio.
Dans un premier temps baptisé refuge de Tula d'après une bergerie voisine, celui-ci a ensuite pris le nom de Ciottulu di i Mori de par sa position dans une cuvette sous le col des Maures (Bocca a i mori en langue corse).

## Accès
Les principaux sentiers d'accès au refuge partent des environs du col de Vergio (notamment au lieu-dit Le Fer à Cheval, un virage sur la RD 84) puis empruntent le G.R.20 pour remonter toute la haute vallée du Golo. Depuis Calasima et le refuge de Tighiettu, ce même sentier de grande randonnée conduit au refuge en franchissant le col de Foggialle à 1 963 m. D'autres voies d'accès depuis le refuge de Puscaghia et le Filosorma exigent un grand sens de l'orientation, voire des compétences en escalade.

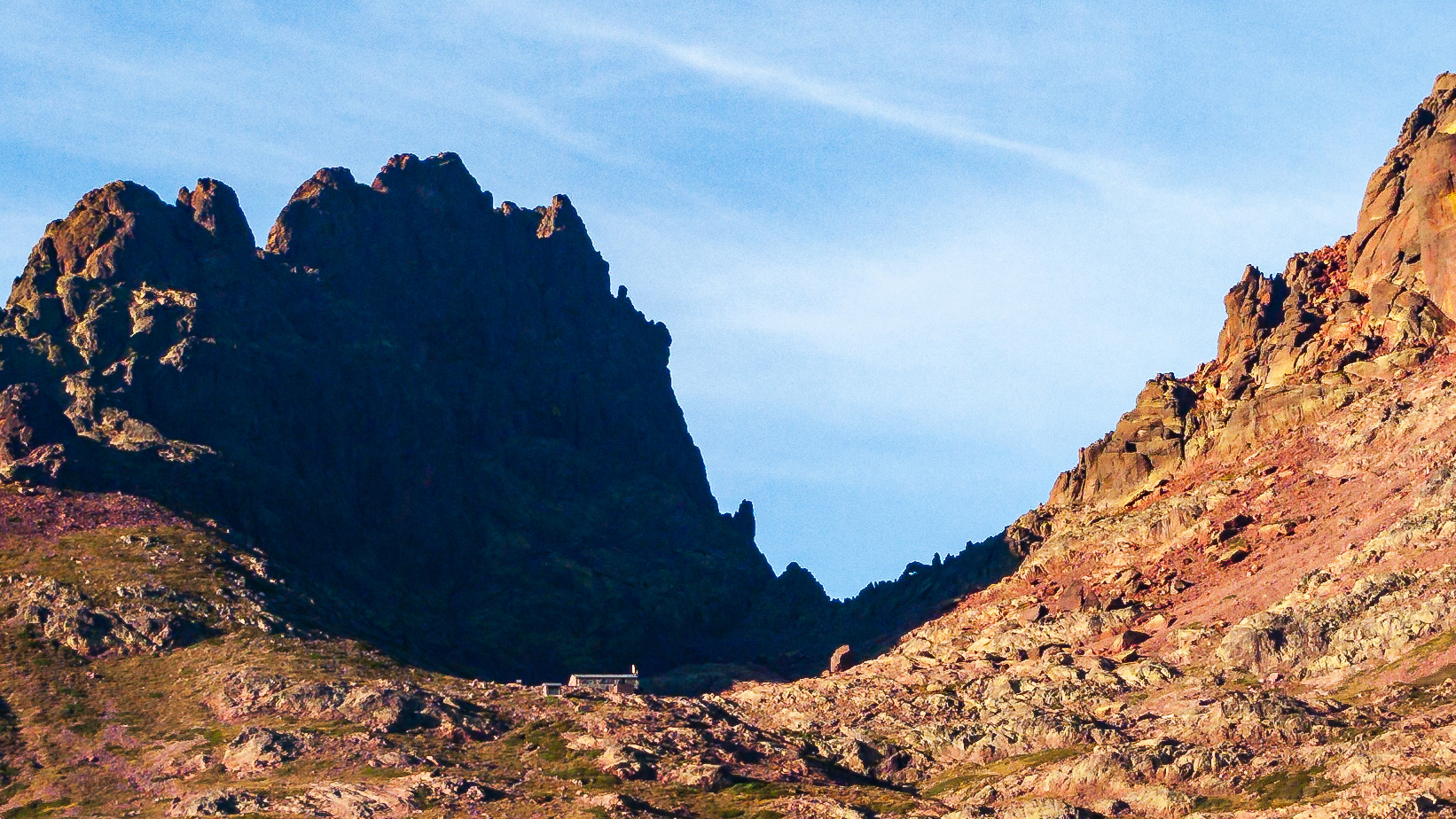
Le refuge dans sa cuvette rocheuse
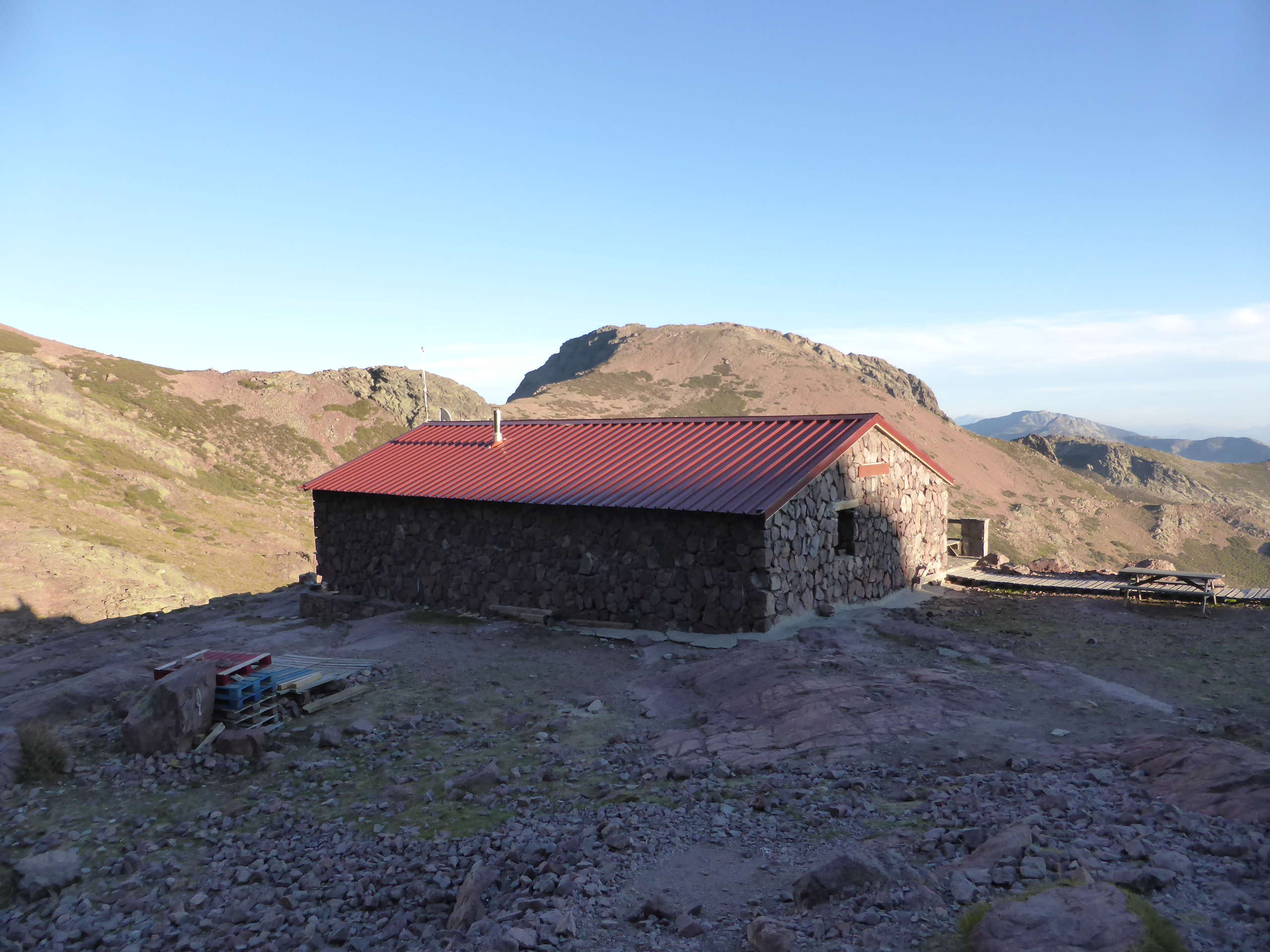
Refuge de Ciottulu a i Mori, septembre 2016
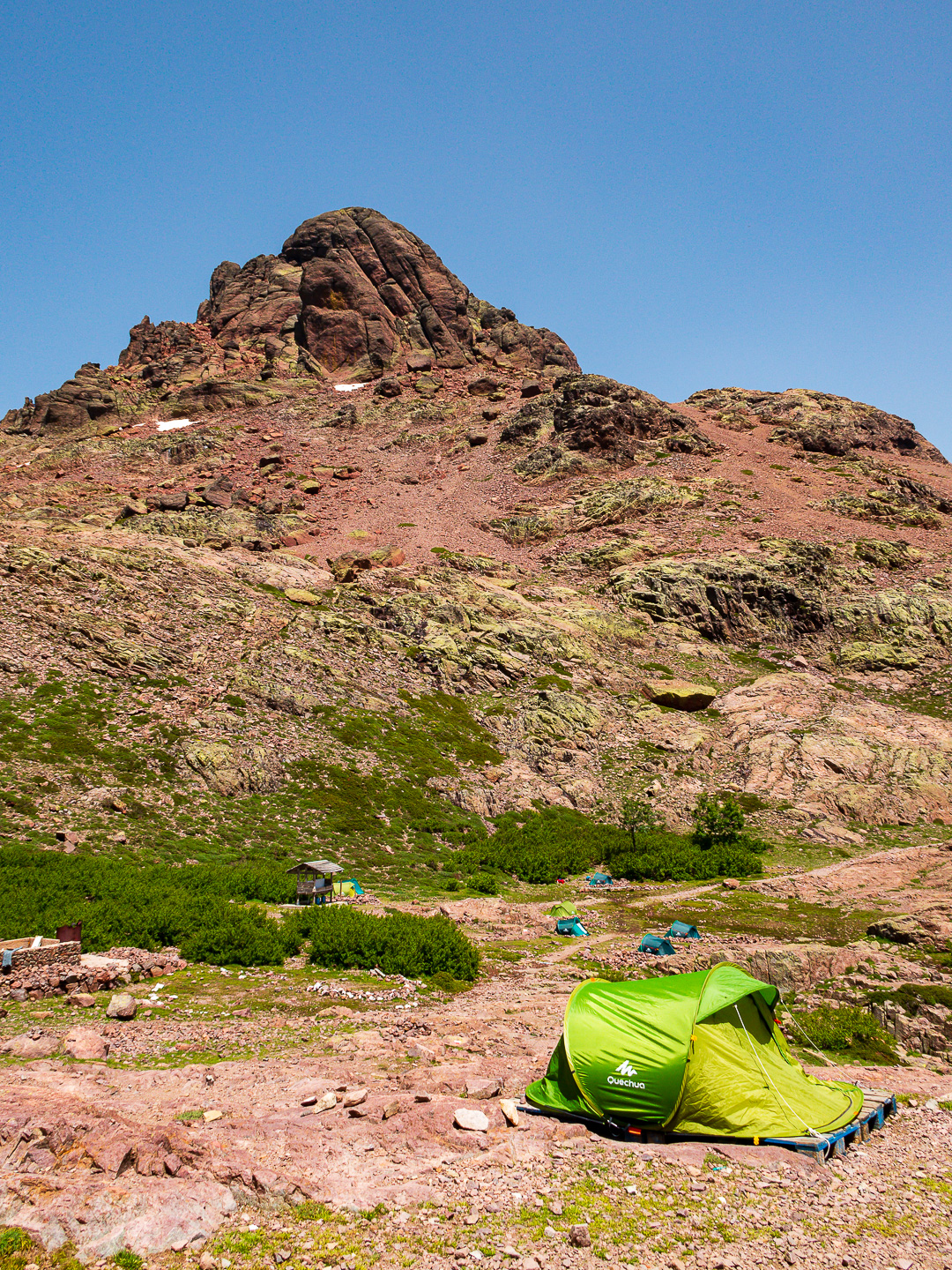
Terrain de bivouac à côté du refuge
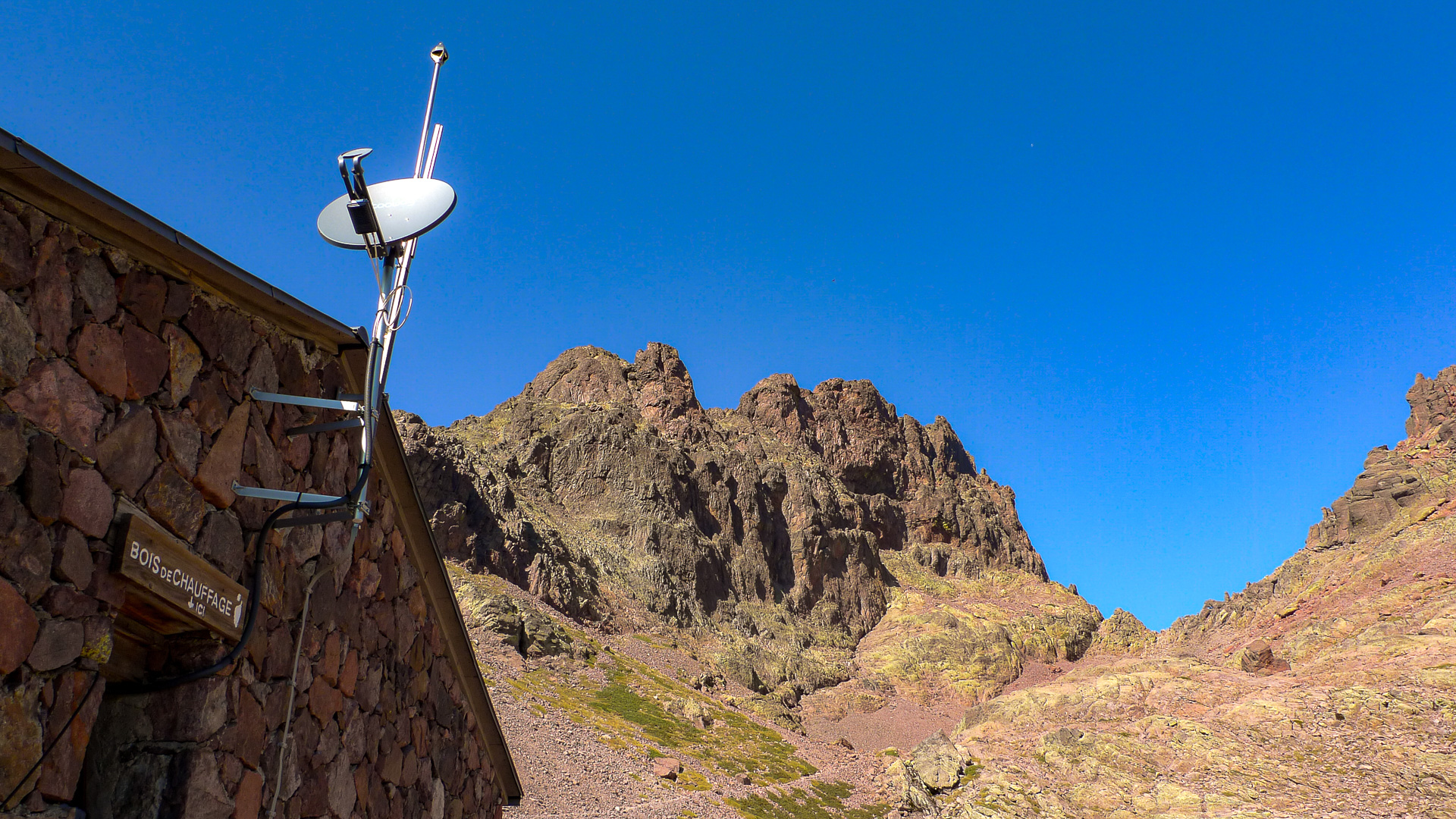
Face est du Capu Tafunatu vue du refuge